# Cassy Jones, o Magnífico Sedutor
Cassy Jones, o Magnífico Sedutor é um filme brasileiro de 1972, do gênero comédia erótica, dirigido por Luís Sérgio Person, também co-autor do roteiro com Joaquim Assis. Foi o último longa-metragem de Luís Sérgio Person.

## Sinopse
Cassy Jones é um paquerador contumaz, amado pelas mulheres, que começa a se sentir incomodado com o assédio e a perseguição feminina.

## Elenco
- Paulo José.... Cassy Jones
- Sandra Bréa.... Clara
- Sônia Clara.... Ingrid
- Glauce Rocha.... Frida
- Hugo Bidet.... Rouboult
- Grande Otelo
- Carlos Imperial
- Gracinda Freire
- Suzana Gonçalves
- Nilson Condé
- Henriqueta Brieba
- Ilva Niño
- Lenoir Bittencourt
- Cláudio Ferreira
- Mano Rodrigues
- Tatiana Leskova

## Recepção
José Geraldo Couto em sua crítica para Folha de S.Paulo escreveu: "Mesmo nos momentos menos inspirados, é perceptível a alegria com que Person parodia a então florescente pornochanchada, gênero já paródico por excelência, misturando referências a outras linhagens do cinema, bem como à TV, à publicidade e à música popular. (...) Deliciosamente inconsequente, o filme não tem compromisso algum com a verossimilhança."

## Principais prêmios e indicações
Festival de Gramado
- Melhor diretor: Luís Sérgio Person[1]

Troféu APCA
- Melhor filme[1]

Troféu Coruja de Ouro
- Melhor partitura musical: Carlos Imperial